# Флоріан Лежон
Флоріан Лежен (фр. Florian Lejeune, нар. 20 травня 1991, Париж,  Франція) — французький футболіст, центральний захисник клубу «Ньюкасл», граючий на правах оренди за «Алавес».
Вихованець ФК Аґд, де і розпочав свою професійну кар'єру. 
25 серпня 2015 року було повідомлено про перехід Флоріана до стану Манчестер Сіті. Однак змоги закріпитися захисник не отримав і фактично одразу перейшов у «Жирону» як орендований гравець.
29 червня 2016 року уклав угоду з «Ейбаром».
4 липня 2017 Флоріан приєднався до команди «Ньюкасл», підписавши з клубом п'ятирічний контракт.